# إجراء مكتبي
في الولايات المتحدة، الإجراء المكتبي هو وثيقة يكتبها فاحص في إجراءات فحص براءة الاختراع أو العلامة التجارية ويرسلها بالبريد إلى مقدم الطلب[1] للحصول على براءة اختراع أو علامة تجارية. ويُستخدم هذا التعبير في العديد من الولايات القضائية. من الناحية الشكلية، من المفترض أن يكون حرف ”O“ مكتوبًا بالأحرف الكبيرة، لأنه يشير إلى مكتب براءات الاختراع والعلامات التجارية الأمريكي[1].